# Giuseppe Di Serio
Giuseppe Di Serio, né le 20 juillet 2001 à Trente (Italie), est un footballeur italien évoluant au poste d'attaquant à l'AC Pérouse Calcio.

## Biographie

### Carrière
Né à Trente dans la région autonome du Trentin-Haut-Adige, Di Serio passe par l'académie du FC Südtirol puis de l'Hellas de Tarente, avant d'intégrer les équipes jeunes de Benevento en août 2017. Il fait ses débuts en équipe première le 15 février 2020, lors d'un match de Serie B remporté 2-1 contre Pordenone. À la reprise du championnat — après l'arrêt dû à la pandémie de Covid-19 — il intègre définitivement l'équipe première, participant activement à la promotion des campaniens en Serie A. Il marque ainsi son premier but le 24 juillet, en ouvrant le score dans la victoire 2-3 contre Frosinone,.
En 2020-21, il fait ainsi ses débuts en Serie A, remplaçant Roberto Insigne à la 77e minute du derby régional perdu à domicile 1-2 contre le Napoli le 25 octobre 2020. Alors qu'il fait partie des joueurs les moins bien payés de tout le championnat italien, Giuseppe Di Serio se fait une place dans l'effectif de Filippo Inzaghi, participant activement à la bonne première partie de saison du promu de Bénévent.

## Style de jeu
Avant-centre mobile au profil équilibré, possédant autant de qualités physiques que techniques, il brille par son altruisme et sens du sacrifice, capable de servir de point d'appui, de protéger le ballon et de créer de l'espace pour ses coéquipiers, mais aussi de mettre de l'intensité dans le travail de l'ombre, en défense. Également capable d'évoluer à l'aile dans un trident offensif, son entraineur Pippo Inzaghi le compare à Mario Mandžukić et Vincenzo Iaquinta,.

## Statistiques

### Statistiques détaillées
| Saison                | Club                    | Championnat           | Championnat | Championnat | Coupe(s) nationale(s) | Coupe(s) nationale(s) | Total | Total |
| Saison                | Club                    | Division              | M.          | B.          | M.                    | B.                    | M.    | B.    |
| 2019-2020             | Bénévent Calcio         | Serie B               | 8           | 1           | -                     | -                     | 8     | 1     |
| 2020-2021             | Bénévent Calcio         | Serie A               | 16          | 0           | 1                     | 0                     | 17    | 0     |
| 2021-2022             | Bénévent Calcio         | Serie B               | 8           | 2           | 2                     | 0                     | 10    | 2     |
| Sous-total            | Sous-total              | Sous-total            | 32          | 3           | 3                     | 0                     | 35    | 3     |
| 2021-2022             | Pordenone Calcio (prêt) | Serie B               | 13          | 2           | -                     | -                     | 13    | 2     |
| Sous-total            | Sous-total              | Sous-total            | 13          | 2           | -                     | -                     | 13    | 2     |
| 2022-2023             | AC Pérouse Calcio       | Serie B               | 27          | 5           | 1                     | 1                     | 28    | 6     |
| Sous-total            | Sous-total              | Sous-total            | 27          | 5           | 1                     | 1                     | 28    | 6     |
| Total sur la carrière | Total sur la carrière   | Total sur la carrière | 72          | 10          | 4                     | 1                     | 76    | 11    |

## Palmarès

### En club
| Benevento Calcio - Championnat d'Italie D2 - Champion en 2020 |